# کلیسای جامع هرفورد
کلیسای جامع هرفورد (انگلیسی: Hereford Cathedral) یک کلیسای جامع در شهر هرفورد، انگلستان است.
این کلیسا که در اواسط قرن ۱۳ میلادی تکمیل شده دارای ۱۰۴٫۲ متر طول و یک برج به ارتفاع ۵۰٫۳ متر می‌باشد.

## نگارخانه

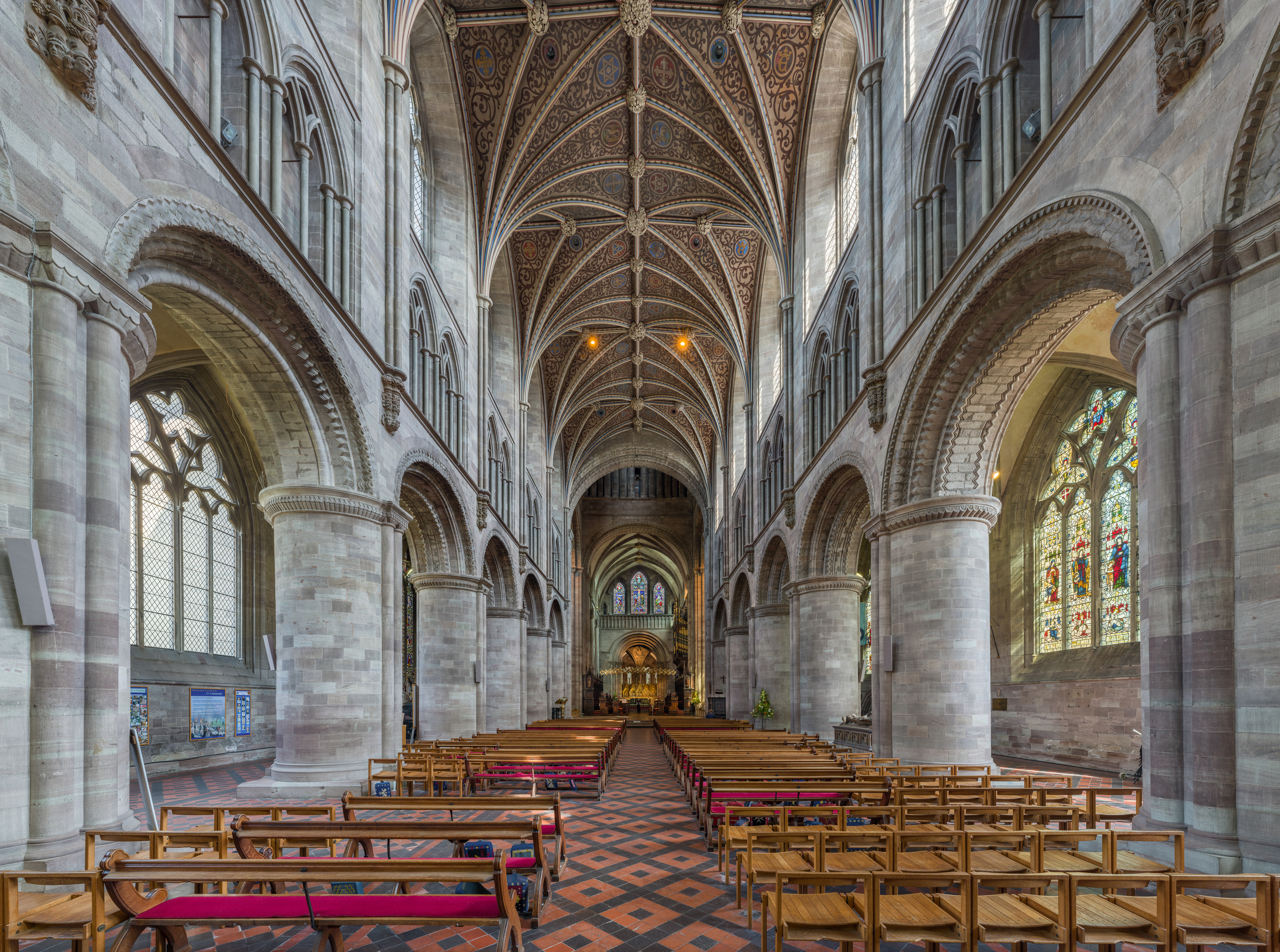
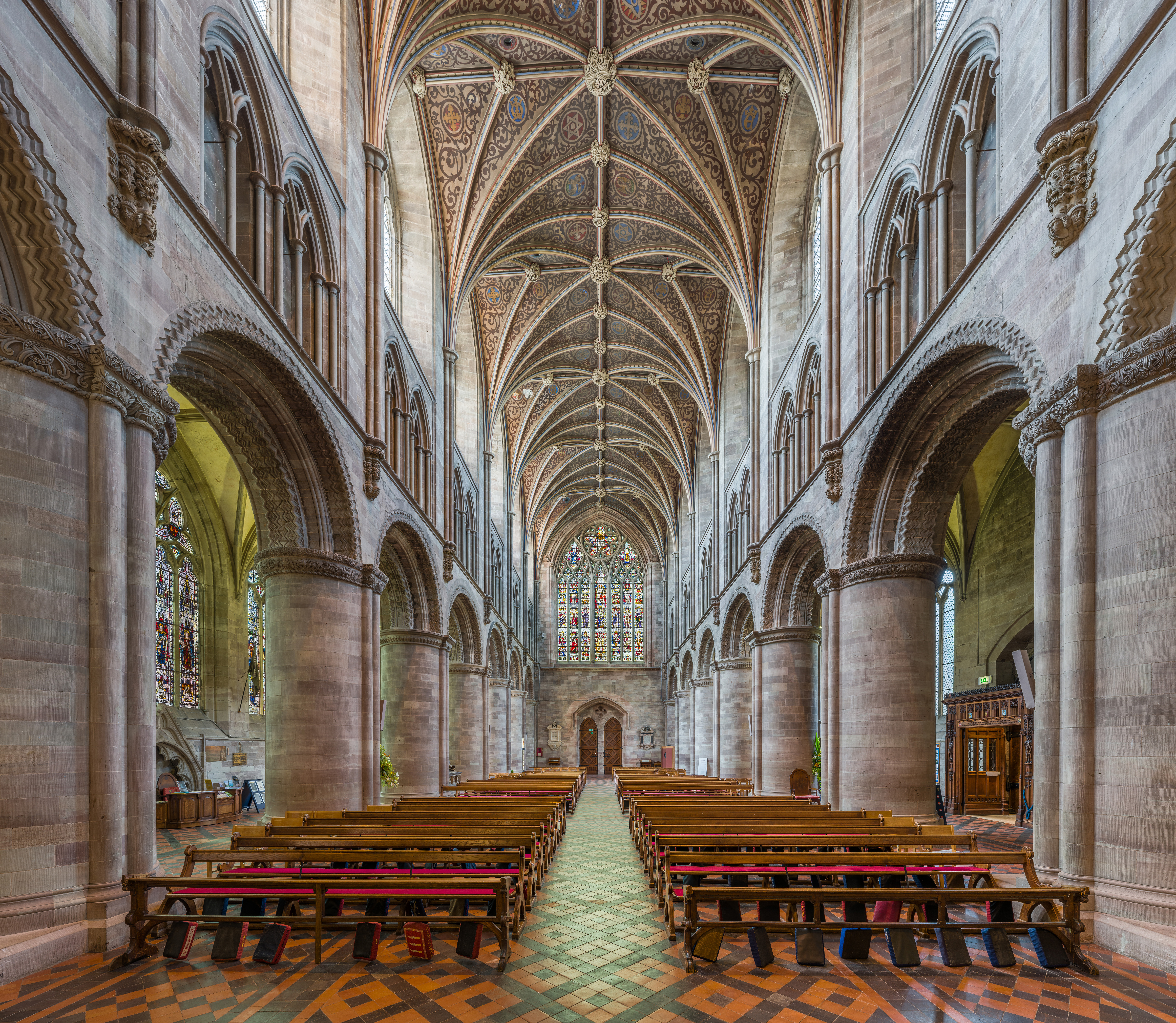
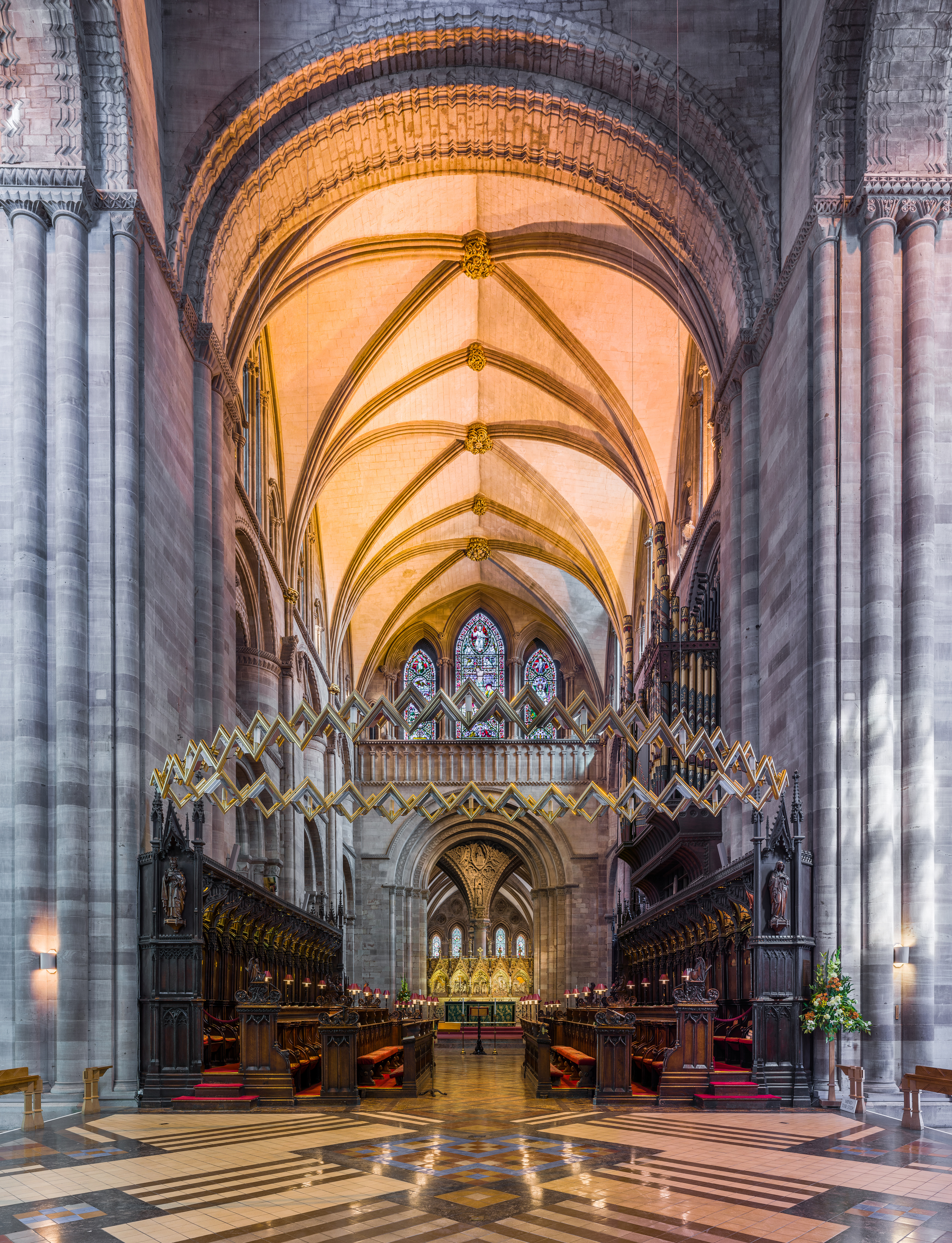
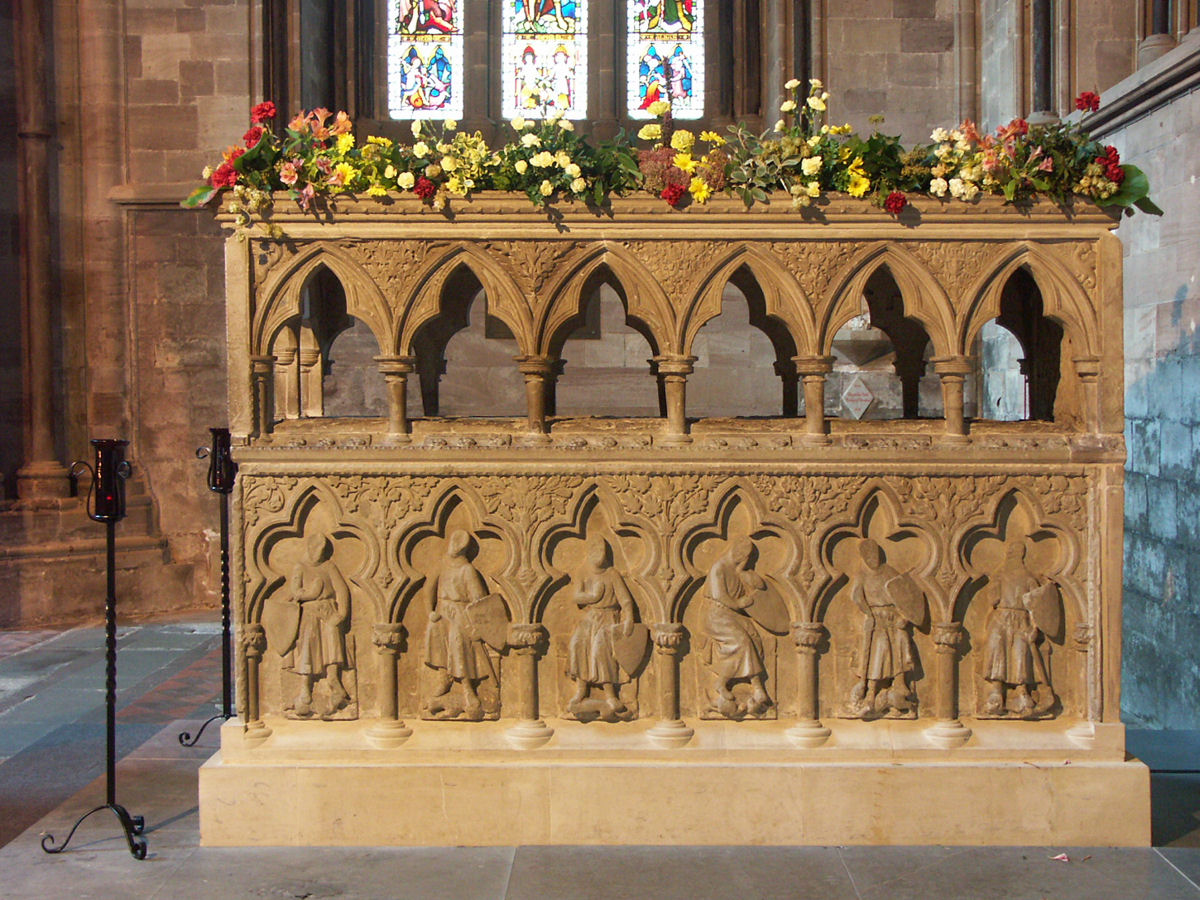
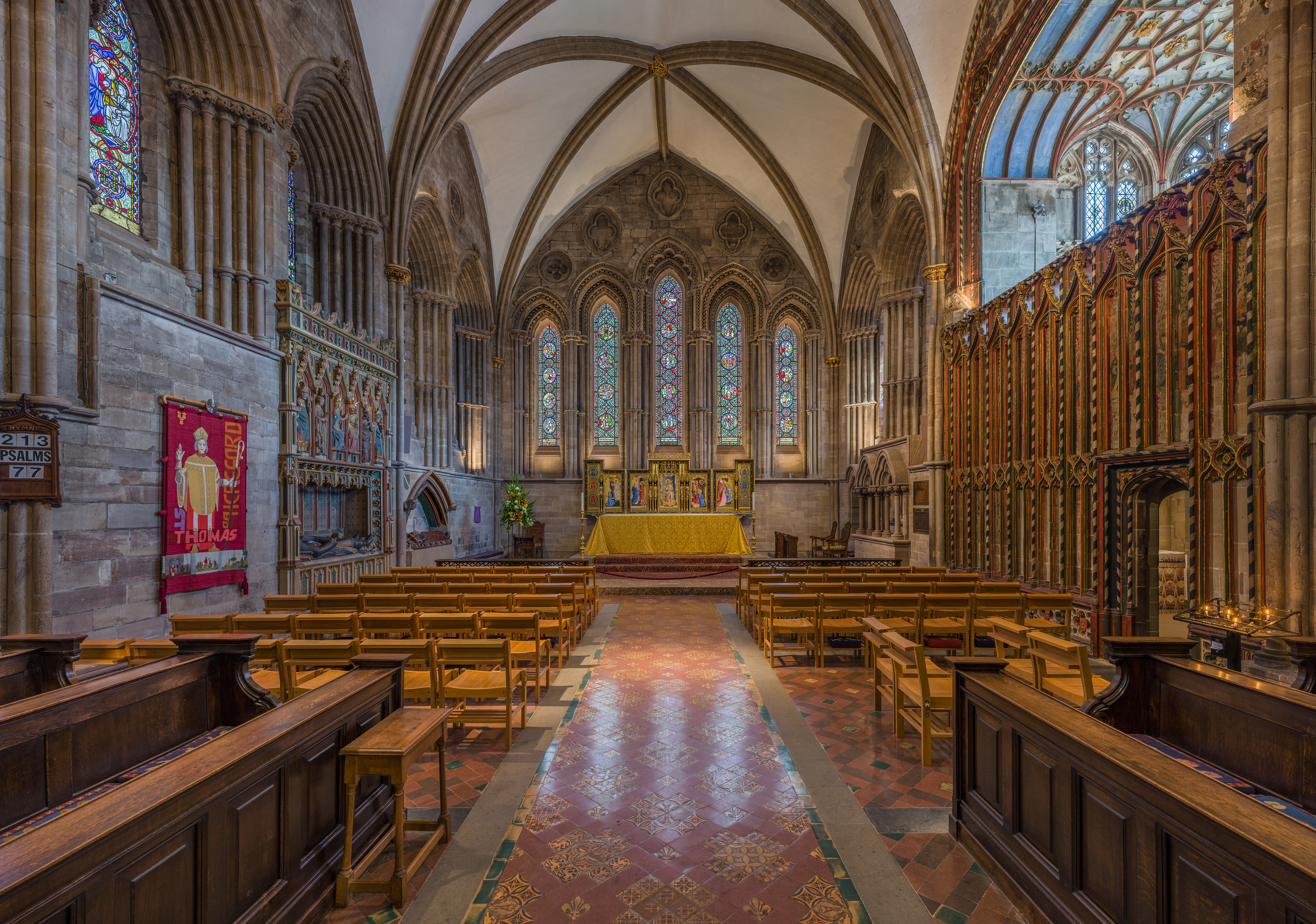
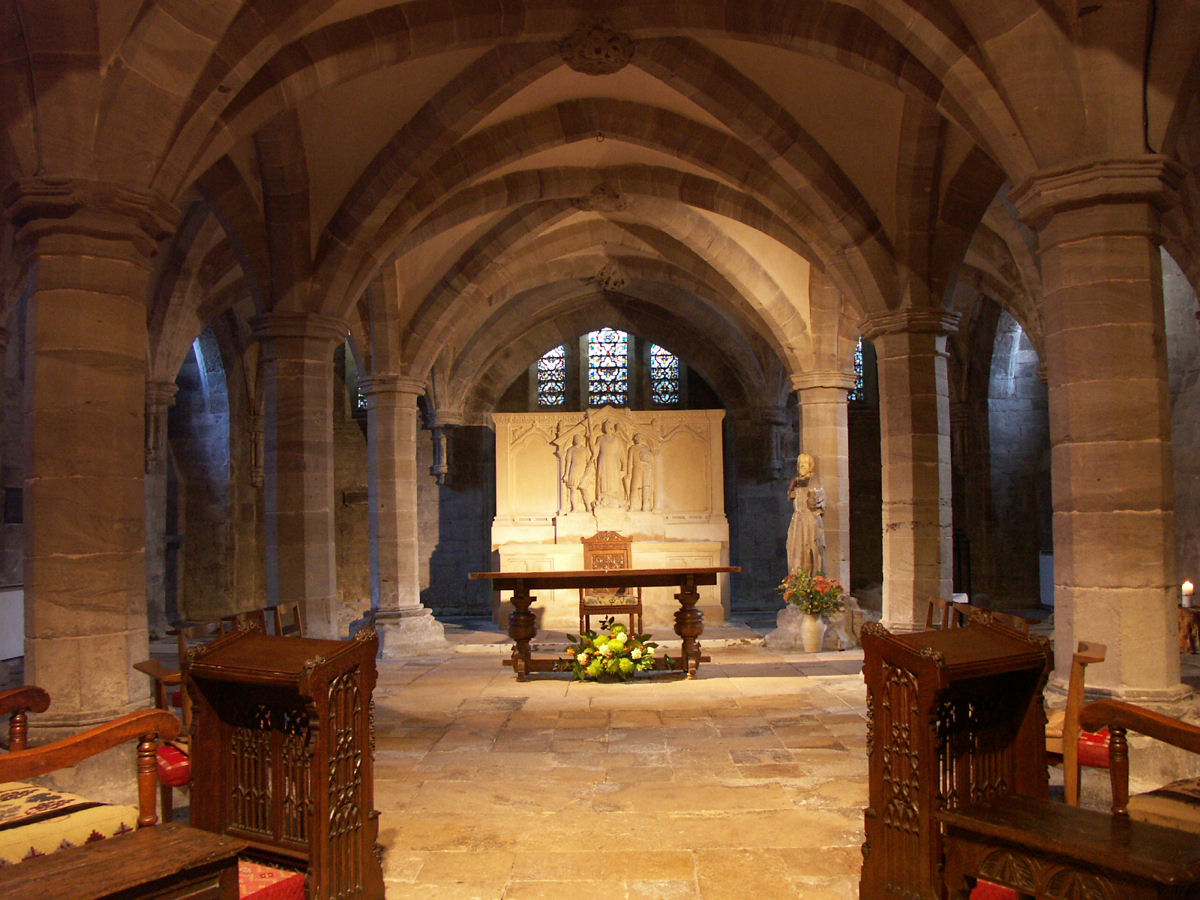
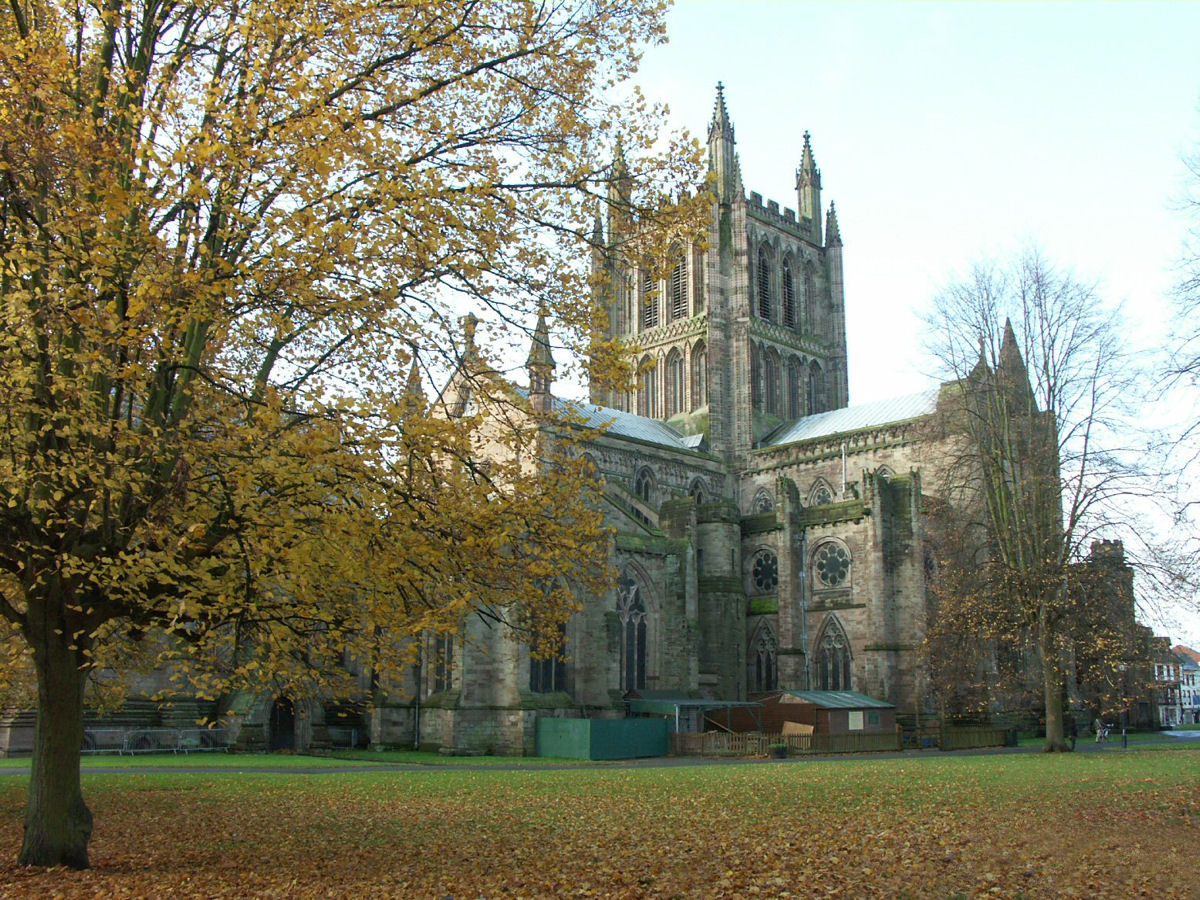
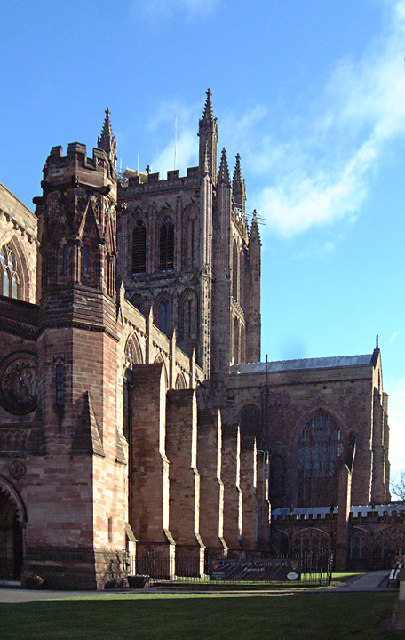
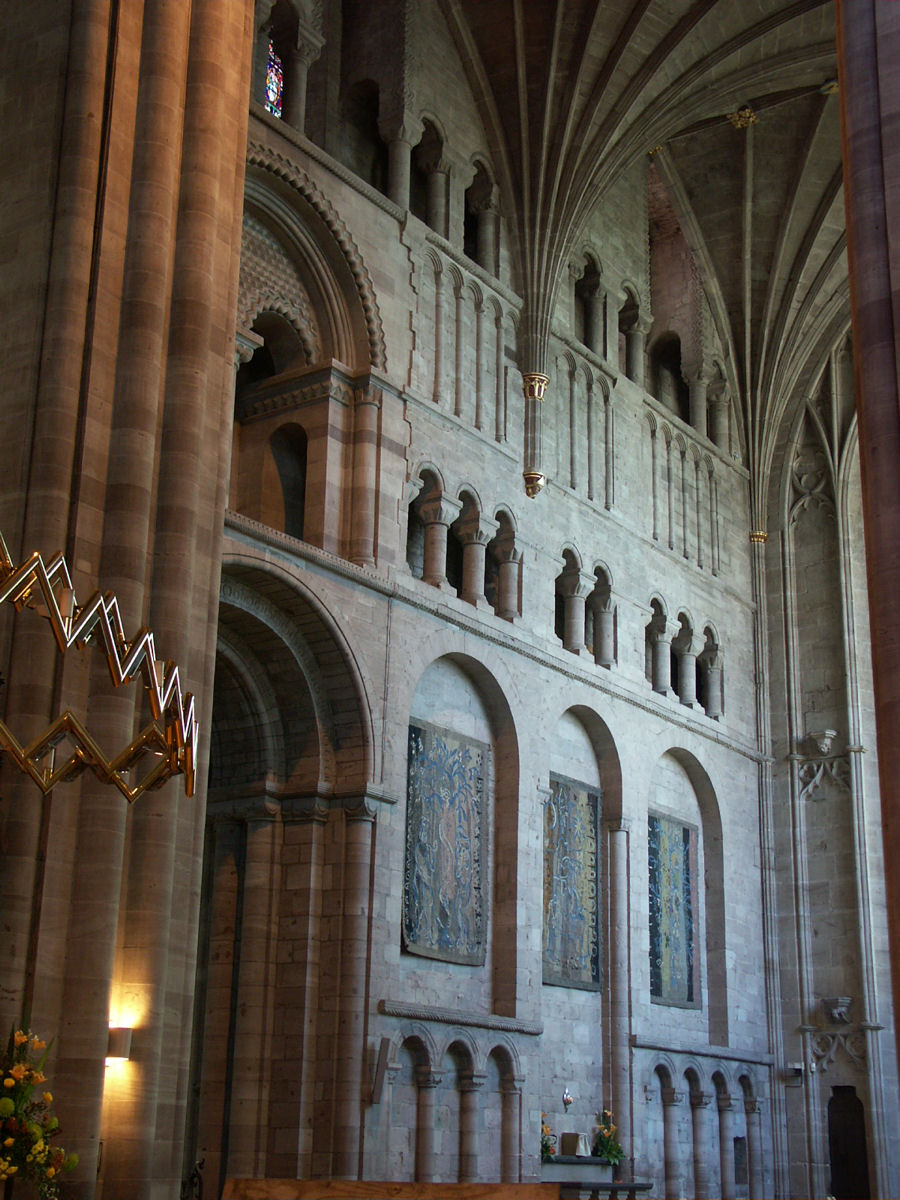
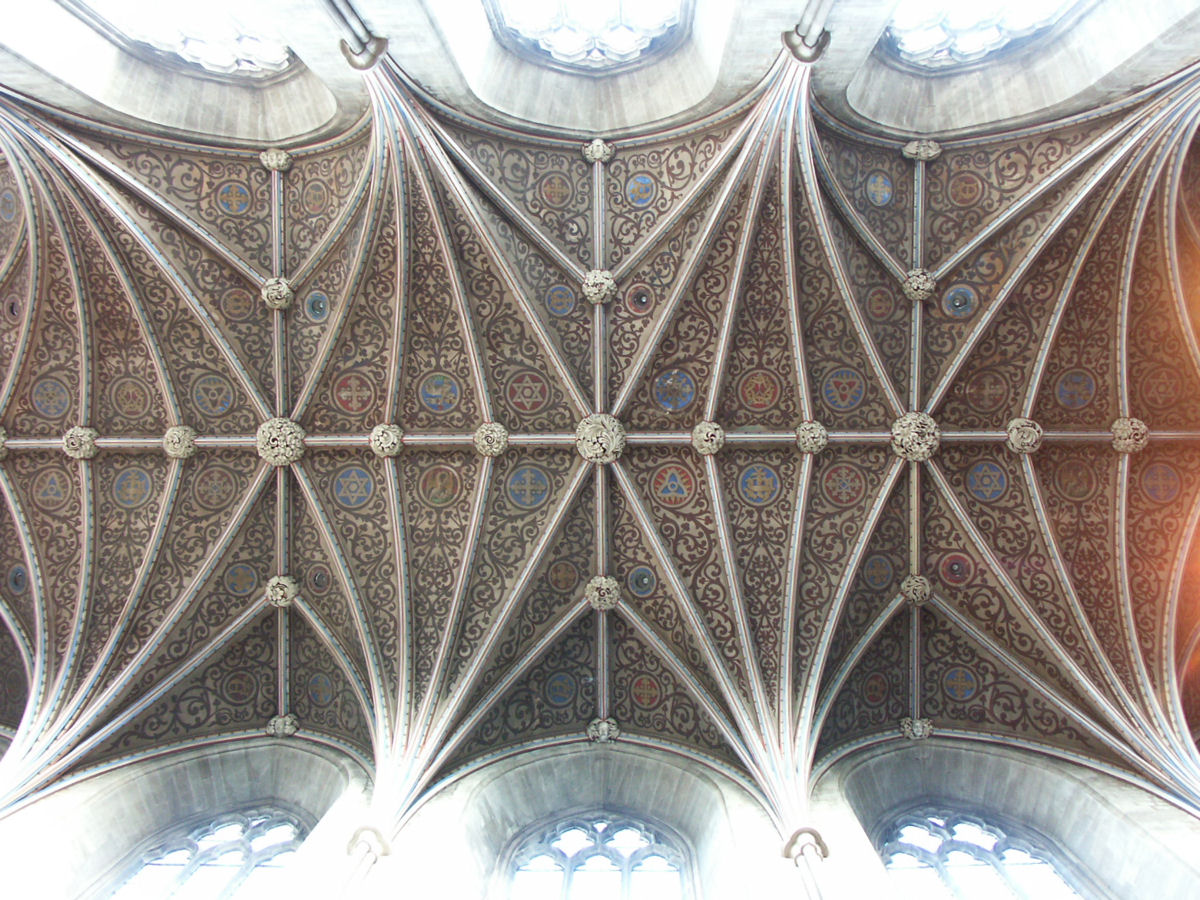
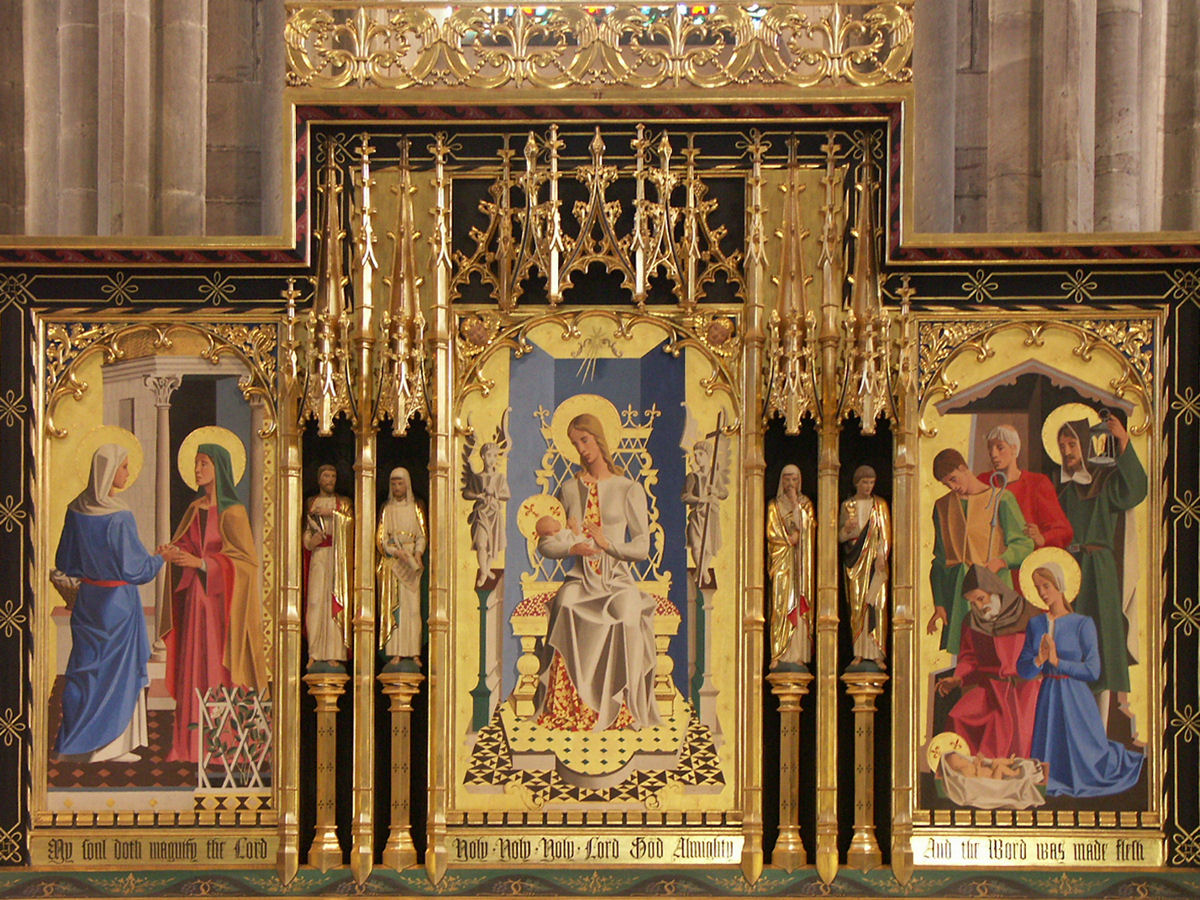
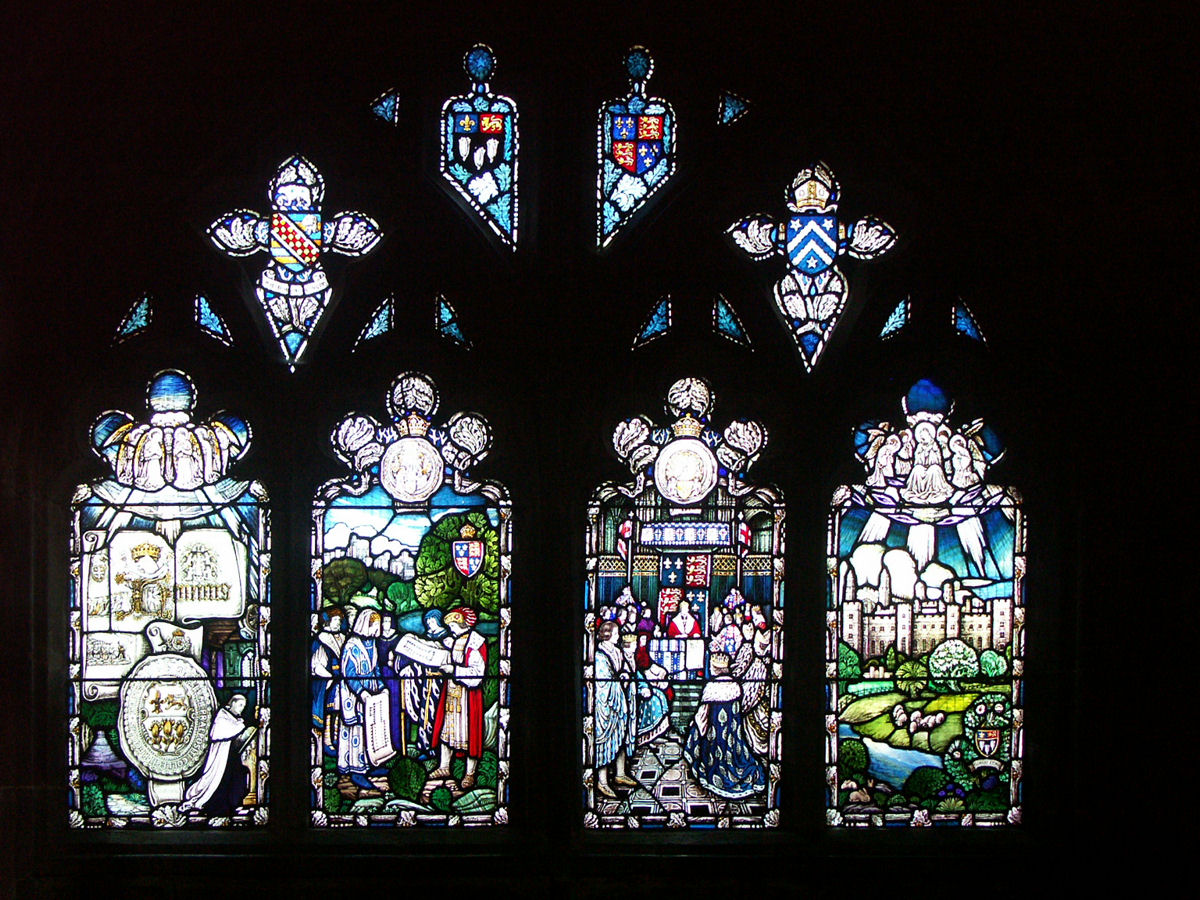